# 2993 Wendy
A 2993 Wendy (ideiglenes jelöléssel 1970 PA) a Naprendszer kisbolygóövében található aszteroida. A Perthi Obszervatórium csillagászai fedezték fel 1970. augusztus 4-én.